# 美並村立下川小学校
美並村立下川小学校（みなみそんりつ しもかわしょうがっこう）は、かつて岐阜県郡上郡美並村（現・郡上市）に存在した公立小学校。

## 概要
- 郡上郡美並村の南部（旧・郡上郡下川村）の小学校であった。1970年廃校。
- 校舎は三城小学校下川分教室として、1971年3月26日まで使用された。

## 沿革
- 1873年（明治6年）
  - 2月 - 上苅安村に紫烈義校が開校。上苅安村、下苅安村、新羽根村、野尻村の児童が通学する。林広院[注釈 2]を仮校舎とする。
  - 10月 - 梅原村に梅原義校が開校。
- 1874年（明治7年） - 紫烈義校が白山学校、梅原義校が梅原学校に改称する。
- 1875年（明治8年）1月 - 
  - 上苅安村、下苅安村、新羽根村、野尻村、福野村が合併し、白山村が発足。同時に福野地区が大矢学校から白山学校に移る。
- 1879年（明治12年） - 梅原学校が移転。臨川学校に改称する。
- 1880年（明治13年）6月 - 臨川学校が新築移転。
- 1882年（明治15年） - 白山学校が新築移転。
- 1886年（明治19年） - 白山学校が白山簡易科小学校、臨川学校が梅原簡易科小学校に改称する。
- 1888年（明治21年）
  - 1月23日 - 類焼により白山簡易科小学校校舎が全焼。白山簡易科小学校は一時休校を余儀なくされる。
  - 4月 - 白山簡易科小学校が休校となり、再建まで白山村の児童は大原村の、大原簡易科小学校に委託される。
- 1889年（明治22年）4月 - 白山簡易科小学校が再建され、大原簡易科小学校への委託を解消。このころ、各簡易科小学校は尋常小学校となる。
- 1897年（明治30年）4月1日 - 梅原村、三戸村、白山村、大原村が合併し、下川村が発足。
- 1898年（明治31年）
  - 3月 - 白山尋常小学校、大原尋常小学校、梅原尋常小学校を統合し、下川尋常小学校となる。三戸分校を設置。
  - 9月 - 白山尋常高等小学校に改称する[注釈 3]を設置。
  - 12月 - 大原分校を設置。
- 1904年（明治37年） - 農業補習学校を併設。
- 1912年（大正元年）9月23日 - 暴風雨により校舎の一部が倒壊。
- 1913年（大正2年） - 校舎を再建。
- 1921年（大正10年） - 家事科を設置。
- 1941年（昭和16年）4月1日 - 白山国民学校に改称する。
- 1947年（昭和22年）4月1日 - 下川村立下川小学校に改称する。校舎の一部を郡上郡学校組合立郡南中学校として使用。
- 1948年（昭和23年）12月 - 郡南中学校が旧・興和青年学校[注釈 4]に移り、下川小学校での授業は廃止。
- 1954年（昭和29年）11月1日 - 嵩田村と下川村が合併し、美並村が発足。同時に美並村立下川小学校に改称する。
- 1970年（昭和45年）3月 - 高山小学校と統合し、三城小学校の新設により廃校。三城小学校下川分教室となる。
- 1971年（昭和46年）3月26日 - 下川分教室が廃止。